# El libro de las mentiras
El libro de las mentiras (título original: The Book of Lies) es un libro escrito por el profesor y ocultista británico Aleister Crowley (usando el seudónimo de Frater Perdurabo) y publicado por primera vez en 1912. Crowley lo describió de la siguiente manera: "Este libro trata sobre varios temas de suma importancia. Es una publicación oficial para los Bebés del Abismo, pero también es recomendado para principiantes".
El libro consta de 93 capítulos, cada uno de una página. Los capítulos incluyen poemas, rituales, instrucciones y criptogramas. El tema de cada capítulo generalmente es determinado por su número y su correspondiente significado cabalístico. Cerca de 1921, Crowley escribió un comentario corto sobre cada capítulo, asistiendo al lector en la interpretación cabalística.
Varios capítulos y una fotografía en el libro hacen referencia a Leila Waddell, a quien Crowley llamaba Laylah, mujer que sirvió como musa inspiracional en la creación del libro.

## Ediciones
- Edición original limitada, 1912
- Editorial Hayden, Ilfracombe, Devon, 1962.
- Editorial Weiser Books, 1970. ISBN 0-87728-018-5
- Editorial Weiser Books, reedición, 1986. ISBN 0-87728-516-0